# Die Grünen Steiermark
| Die Grünen – Die Grüne Alternative Steiermark | Die Grünen – Die Grüne Alternative Steiermark |
| Basisdaten                                    | Basisdaten                                    |
| --------------------------------------------- | --------------------------------------------- |
| Landessprecher:                               | Sandra Krautwaschl                            |
| Klubobfrau:                                   | Sandra Krautwaschl                            |
| Landtagssitze LTW 2019                        | 6/48                                          |
| Landesgeschäftsführer:                        | Timon Scheuer                                 |
| Hauptsitz:                                    | Kaiser-Franz-Josef-Kai 70/1, 8010 Graz        |
| Website:                                      | Die Grünen Steiermark                         |

Die Grünen Steiermark bzw. Die Grünen – Die Grüne Alternative Steiermark ist die Landesorganisation der österreichischen Partei Die Grünen – Die Grüne Alternative in der Steiermark.
Bei der Landtagswahl 2019 erreichten sie 6 der 48 Mandate im Steirischen Landtag.
Für die Landtagswahl 2024 wurde Sandra Krautwaschl mit 97,2 Prozent erneut zur Spitzenkandidatin gewählt.